# École des technologies numériques appliquées
Fundada em 2005, a École des technologies numériques appliquées (ou ETNA) é uma escola de informática, instituição de ensino superior localizada na cidade do Ivry-sur-Seine, França.
Campus da ETNA situa-se no pólo universitário da IONIS Education Group.

## Laboratórios e centros de investigação
- Informática
- Rede de computadores
- Segurança de computadores
- Banco de dados